# Số Achilles

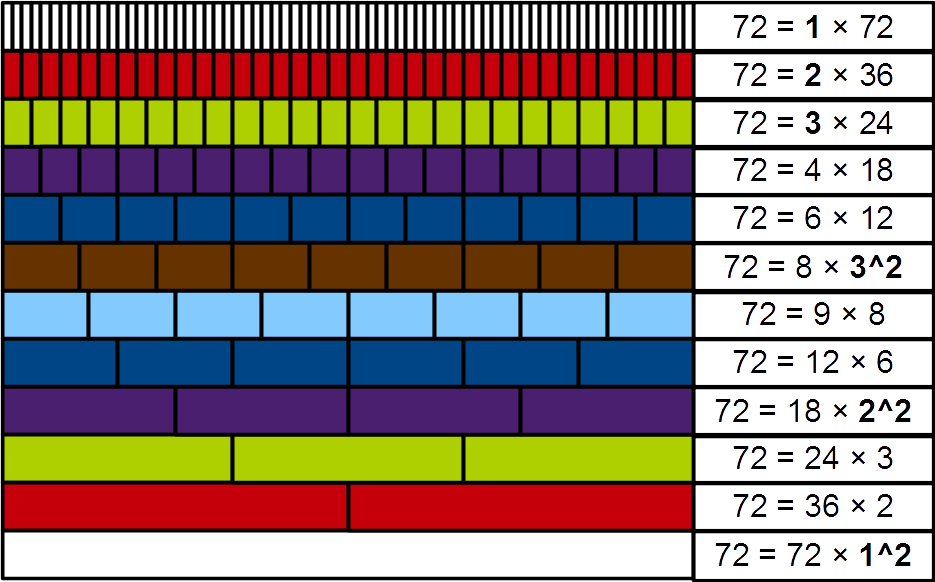
Trình diễn, với que Cuisenaire, số 72 là số mạnh

Số Achille là một số mạnh nhưng không phải là một số mạnh hoàn hảo.  Số nguyên dương n là một số mạnh nếu, với mọi thừa số nguyên tố p của n, p2 cũng là một ước số. Nói cách khác, mọi ước số chính xuất hiện ít nhất là bình phương trong hệ số. Tất cả các số Achilles là các số mạnh. Tuy nhiên, không phải tất cả các số mạnh đều là số Achilles: chỉ những số không thể được biểu diễn dưới dạng mk, trong đó m và k là các số nguyên dương lớn hơn 1 thì mới là số Achilles.
Số Achilles được đặt tên bởi Henry bottomley theo tên Achilles, một anh hùng trong cuộc chiến thành Troia, người dũng sĩ cũng mạnh mẽ nhưng không hoàn hảo. Số Achilles mạnh là số Achilles có tổng số Euler cũng là số Achilles.